# Усть-Деп
Усть-Деп — упразднённый посёлок в Зейском районе Амурской области России. Исключен из учётных данных в 1974 году.

## География
Посёлок располагался на левом берегу реки Зеи выше впадения в неё реки Деп, на расстоянии примерно 15 километров (по прямой) к юго-востоку поселка Поляковский.

## История
Посёлок возник в 1907 году. По данным на 1916 год посёлок Усть-Депский состоял из 6 дворов (население составляло 43 человека) и входил в состав Овсяновской волости 1-го стана Амурского уезда Амурской области.
По данным 1926 года в Усть-Депском имелось 30 хозяйств (29 крестьянского типа и 1 прочих) и проживало 150 человек (74 мужчины и 76 женщин). В национальном составе населения преобладали русские. В административном отношении входило в состав Ново-Ямпольского сельсовета Зейского района Зейского округа Дальневосточного края.
Решением Амурского исполкома от 7 июня 1974 года № 253, посёлок Усть-Деп исключен из учётных данных как несуществующий.